# هيلدا واليس
هيلدا واليس (بالإنجليزية: Hilda Wallis) هي لاعب كرة مضرب أيرلندية، ولدت في 1900 في جزيرة أيرلندا في جمهورية أيرلندا، وتوفيت في 8 ديسمبر 1979 في Bray, County Wicklow ‏ في جمهورية أيرلندا.

## وصلات خارجية
- هيلدا واليس على موقع الاتحاد الدولي لكرة المضرب (الإنجليزية)
- هيلدا واليس على موقع اللجنة الأولمبية الدولية (الإنجليزية)
- هيلدا واليس على موقع أوليمبيديا (الإنجليزية)